# Juntes Generals d'Àlaba
Juntes Generals d'Àlaba (oficialment Arabako Batzar Nagusiak-Juntas Generales de Álava) són el parlament i òrgan legislatiu del territori històric d'Àlaba, que al seu torn forma part del País Basc.

## Funcions i competències
Entre les atribucions que posseïxen les Juntes Generals es troben:

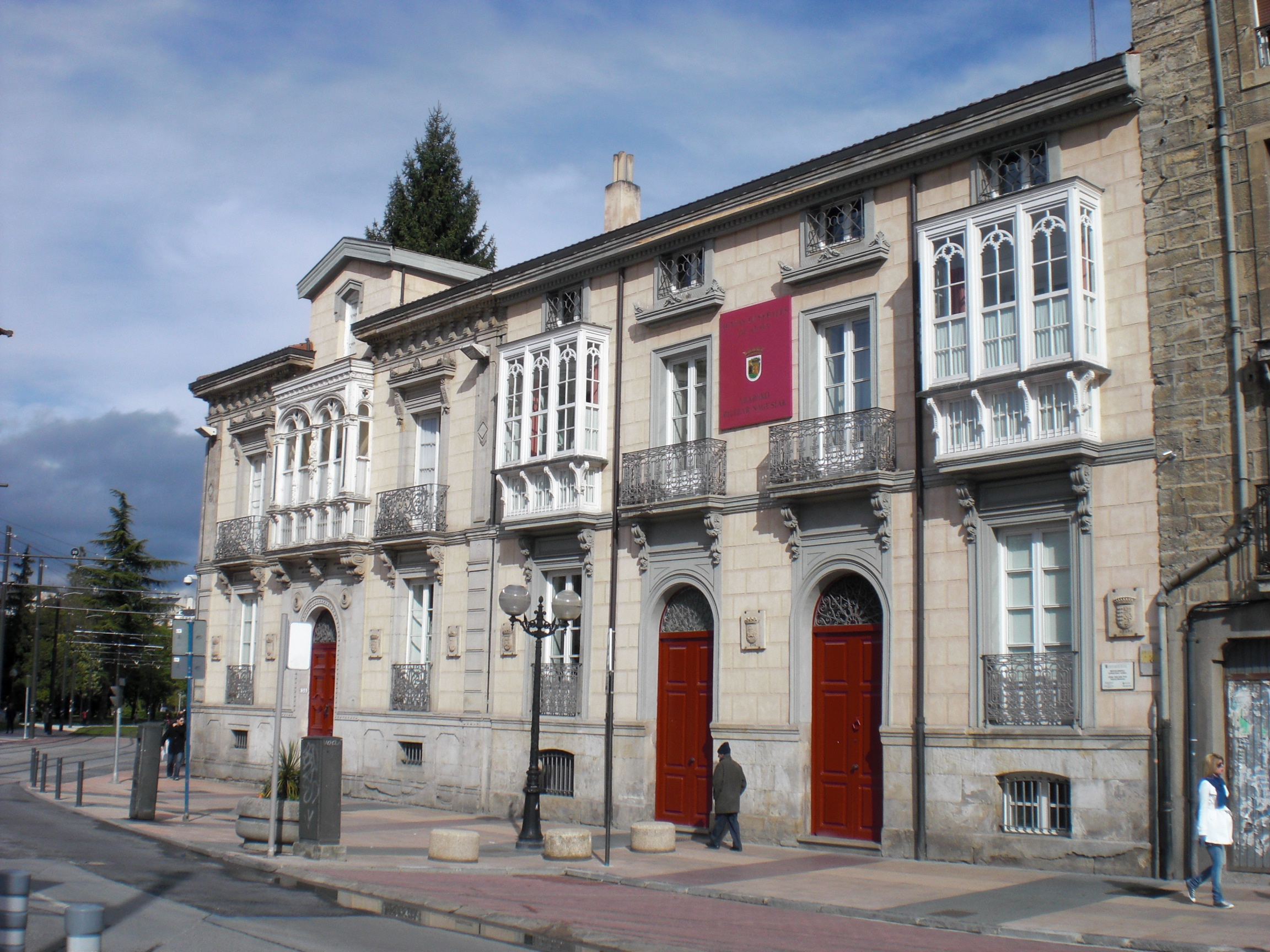
Seu de les Juntes generals d'Àlaba al carrer Vicente Goikoetxea 2, Vitòria.

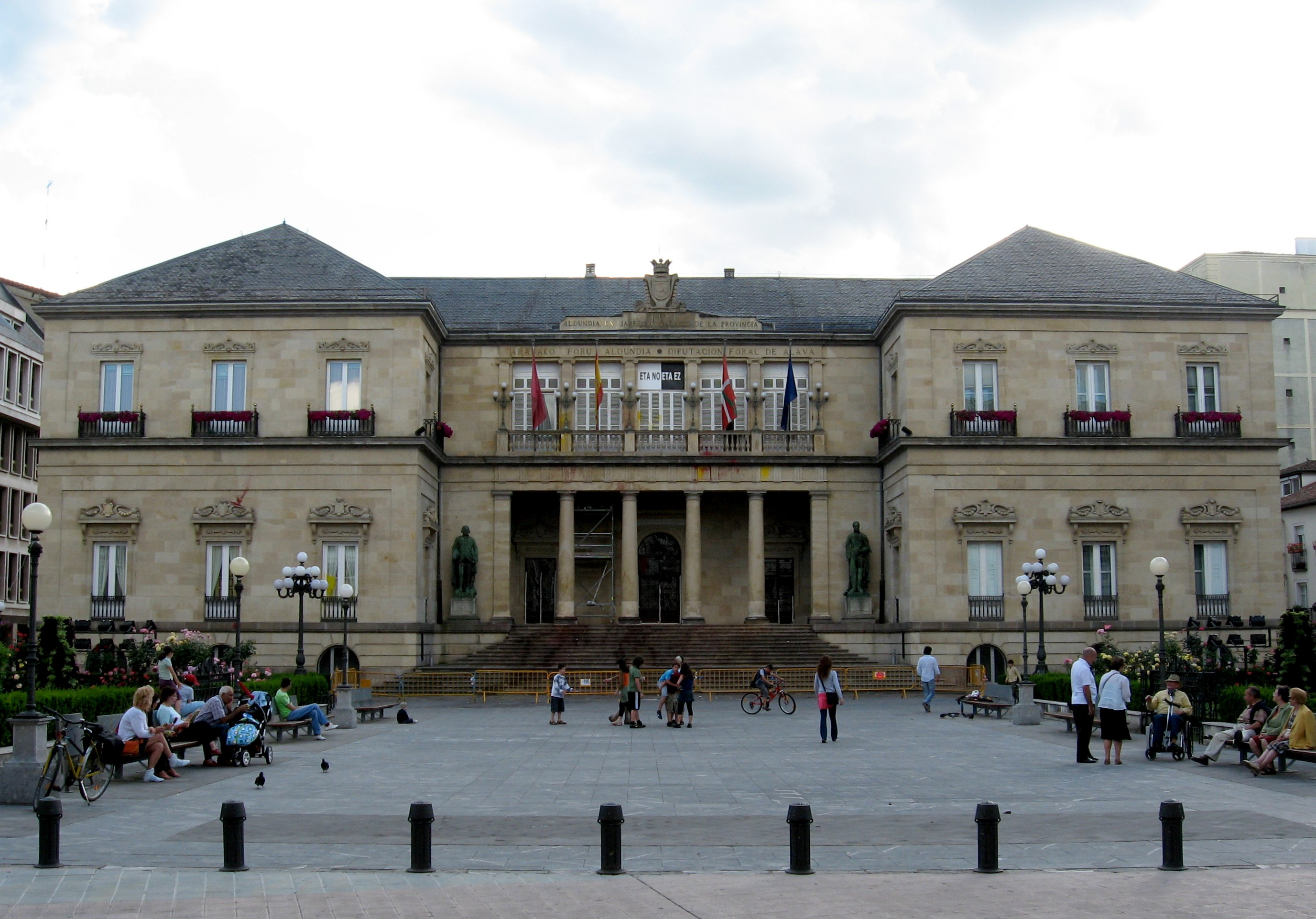
Edifici principal de la Diputació Foral d'Àlaba a Vitòria.

- Aprovació de normes forals, mitjançant les quals es regulen matèries en les quals el territori històric té competències. Quan es tracta de competències exclusives del territori històric aquestes normes forals tenen rangle equivalent a llei. Entre les matèries en les quals Àlaba té competències exclusives es troben el funcionament dels òrgans forals com la Diputació Foral d'Àlaba o les mateixes JJGG.; els pressupostos i comptes del territori històric, els plans sectorials, el règim tributari, el règim tributari i de finançament dels ajuntaments, els béns provincials i municipals i les demarcacions municipals.

- Elecció del Diputat General, que és el cap del poder executiu del territori històric.

- Aprovació dels pressupostos del territori històric.

- Control i impuls de l'activitat de la Diputació Foral d'Àlaba.

La seu de les Juntes Generals es troba en el barri de Lovaina de la ciutat de Vitòria en el carrer Vicente Goikoetxea, 2. Es tracta d'un xalet que data de 1868. No obstant això, els plens se celebren, en el saló de plens de l'edifici de la Diputació Foral d'Àlaba, situat en el mateix barri i a molt escassa distància. Aquest edifici data de 1833.

## Història
La història de les Juntes Generals d'Àlaba pot dividir-se a grans trets en tres períodes; un primer període que abasta des de la seva formació en el segle xv fins a la seva primera abolició en 1876, un segon període transitori que abasta la major part del segle xx en el qual va tenir una vida intermitent amb caràcter primàriament cerimonial, i un tercer període contemporani, que abasta des de la Transició Espanyola fins a l'actualitat.
L'antecedent directe de les Juntes Generals d'Àlaba és la Cofraria d'Arriaga que es remunta almenys a 1258. Celebrava les seves juntes en el camp de Lakua, prop del poblat d'Arriaga. La Confraria d'Arriaga agrupava a la baixa noblesa i als gentilhomes del territori d'Àlaba i exercia una sobirania compartida sobre el territori d'Àlaba. Va desaparèixer en 1371 arran del seu Voluntari Lliurament al reialeng del Regne de Castella. Les Juntes Generals d'Àlaba neixen en el segle xv seguint la tradició de la Confraria d'Arriaga i durant el procés de formació de la Germandat d'Àlaba. En aquest primer període les Juntes Generals d'Àlaba acumulaven tant el poder executiu, com el legislatiu i el judicial sobre el territori d'Àlaba, sense haver-hi una clara divisió de poders i sent el màxim òrgan de poder d'aquest territori. Les Juntes funcionaven com una assemblea representativa de les germanors que conformaven la província d'Àlaba que es reunia cada cert temps per a fer ús de les seves atribucions que com hem dit abans abastaven tant aspectes executius i legislatius com judicials.
Per als períodes entre junta i junta, les Juntes Generals nomenaven al Diputat General que actuava tant com a representant del rei en la província com comissionat de les Juntes per a dirigir la província en el dia a dia i portar a terme l'acordat per les Juntes Generals. D'acord amb la norma foral escrita i els costums tradicionals les atribucions de les Juntes Generals d'Àlaba eren les següents: 
- Fer guardar les lleis i ordenances. Aquesta labor la realitzaven de forma conjunta amb el Diputat General.
- Determinar els impostos i manera de recaptació dels mateixos entre els diferents elements de la província.
- Rebre el jurament dels Furs pel rei.
- Nomenar el Diputat General, així com a la resta dels elements directius de la província. Les Juntes Generals d'Àlaba intervenien en la reestructuració de les Quadrilles i Germanors alabeses.
- Instrumentar la passada foral a la legislació d'origen real. (Vetar aquelles lleis reals que contravenia els Furs).
- Efectuar les levas militars i cridar a les armes a les milícies forals, encarregades de defensar el territori d'Àlaba.
- Administrar la província establint el pressupost general, cuidant de la xarxa viària, peses, mesures, problemes municipals, etc.
- Exercir funcions judicials atenent a totes les reclamacions, corregint sentències, intervenint en plets entre concejos, viles i veïns, etc.

Existien dos tipus de Juntes Generals; les juntes ordinàries i les extraordinàries. Les juntes ordinàries se celebraven sota una certa periodicitat, que va ser variant amb el temps; al principi aquesta periodicitat no estava establerta. A Àlaba les Juntes Generals van acabar reunint-se dues vegades per any; al maig es reunien per terres esparsas és a dir en algun lloc de la província, mentre que al novembre es reunien en la capital, Vitòria. Probablement acudien a les primeres juntes tota classe de procuradors sense major distinció social ni de sexe tal com ocorria durant l'edat mitjana en les juntes de la Cofraria d'Arriaga; però en el segle xvi es van establir diversos condicionaments d'elegibilitat que perdurarien fins al segle xix; solament podien ser junteros aquells barons, posseïdors de certa renda, veïns establerts de la localitat a la qual representaven i de neteja de sang assegurada i provada (el que solia suposar un cert desembors econòmic). Ni sacerdots ni advocats podien ser junteros. En Àlaba es va excloure també als funcionaris del govern provincial i a persones relacionades econòmicament amb la institució provincial. Cada concejo o vila amb dret a vot podia enviar un juntero. A Àlaba els concejos s'agrupaven en germanors a les quals cedien el seu vot i representació en les Juntes. Aquestes germanors són la base dels actuals municipis rurals de la província.
Les Juntes Generals van deixar de celebrar-se a conseqüència de l'aplicació de la llei del 21 de juliol de 1876 que derogava el règim foral basc, del que solament es conservarien alguns aspectes com el Concert econòmic basc. Aquesta llei es va aprovar poc després de finalitzar la Tercera Guerra Carlina (1872-1876), en la qual el País Basc i Navarra havien estat el principal bastió del pretendent carlí al tron; que va resultar derrotat en la guerra. Durant un segle la recuperació total del règim foral i de les Juntes Generals va ser una de les principals reivindicacions del nacionalisme basc, moviment polític sorgit en part a causa del malestar produït per la derogació dels Furs i de les Juntes Generals.
La particularitat d'Àlaba, respecte a Guipúscoa i Biscaia, va consistir que les Juntes Generals no van desaparèixer totalment arran de la llei de 1876, ja que van ser restaurades diverses vegades al llarg del segle xx, això si amb atribucions molt reduïdes. La primera restauració es va produir en 1909 com un òrgan consultiu i assessor de la Diputació Foral d'Àlaba, durant fins a 1923, any en el qual van ser abolides per la dictadura de Miguel Primo de Rivera. La segona restauració es va produir durant la dictadura franquista quan foren restablides en 1957, encara que solament amb caràcter cerimonial i commemoratiu. Aquesta segona restauració es va deure al fet que el franquisme va permetre la conservació de part del règim foral alabès, a causa del suport que va rebre del tradicionalisme alabès durant la Guerra Civil.

## Restabliment del règim foral
La resurrecció total de les Juntes Generals d'Àlaba es va produir durant la Transició Espanyola, el 2 de juny de 1977 en reasumir les seves característiques forals plenes, dos anys abans que les seves homònimes guipuscoana i biscaïna. El Reial decret del 4 de gener de 1978 que va establir el règim preautonòmic per al País Basc, autoritzava al Govern a restablir, abans de les eleccions municipals, sobre la base del respecte al règim foral vigent, les Juntes Generals. La Constitució Espanyola que es va aprovar aquest mateix any va derogar definitivament la llei de 1876 en reconèixer els drets forals de les 4 províncies basconavarreses en la seva disposició addicional primera on es pot llegir: La Constitució empara i respecta els drets històrics dels territoris forals.
L'actualització general d'aquest règim foral es portarà a terme, si escau, en el marc de la Constitució i dels Estatuts d'Autonomia. El Reial decret del 26 de gener de 1979 és el qual ressuscita definitivament les Juntes Generals d'Àlaba, que queden definides de la següent manera: 
Article 1r Correspon a les Juntes Generals de Alava i a la seva Diputació Foral el govern i administració dels interessos peculiars de la província.
Article 2n Les Juntes Generals de Alava són, conforme a la seva tradició històrica, l'òrgan de participació del poble alabès, a través dels seus Municipis agrupats en Germanors, en l'administració i govern provincial.
Article 3r Els Municipis de Alava, als efectes previnguts en el present Reial decret, s'agrupen en Germanors que a tal fi constituïxen les corresponents circumscripcions electorals, a cadascuna de les quals corresponen els procuradors que s'assenyalen.
Aquestes circumscripcions electorals serien modificades en 1987. Les noves Juntes Generals sorgides en 1979 són una institució moderna basada en el sufragi universal i que té un caràcter legislatiu. La seva seu va quedar fixada en la capital de la província, Vitòria.

## Composició
Les Juntes Generals estan formades per 51 junteros que són triats per sufragi universal. Les eleccions a les Juntes Generals se celebren cada 4 anys i solen ser coincidents amb les eleccions municipals. El repartiment dels procuradors des de les eleccions de 1979 és la següent:
|                                                                                        | 1979 | 1983 | 1987 | 1991 | 1995 | 1999 | 2003 | 2007 | 2011 | 2015 | 2019 |
| EAJ-PNV                                                                                | 26   | 23   | 10   | 14   | 15   | 12   | 14   | 14   | 13   | 13   | 17   |
| EH Bildu / Bildu                                                                       |      |      |      |      |      |      |      |      | 11   | 11   | 12   |
| PSE-EE¹                                                                                | 7    | 14   | 11   | 11   | 7    | 9    | 12   | 14   | 9    | 5    | 10   |
| PP / AP                                                                                | --   | 9    | 4    | 3    | 9    | 16   | 16   | 15   | 16   | 12   | 8    |
| Podemos                                                                                |      |      |      |      |      |      |      |      |      | 8    | 4    |
| Irabazi / EB-B / EPK                                                                   | --   | --   | --   | --   | 3    | 2    | 3    | 1    | 2    | 1    | -    |
| C's                                                                                    |      |      |      |      |      |      |      |      |      | 1    | -    |
| Aralar                                                                                 |      |      |      |      |      |      | --   | 1    | --   |      |      |
| ANV / EH / HB                                                                          |      | 4    | 8    | 7    | 4    | 6    | #    | 4    |      |      |      |
| EA                                                                                     |      |      | 12   | 3    | 4    | 4    | 5    | 2    |      |      |      |
| UA                                                                                     |      |      |      | 11   | 9    | 2    | 1    |      |      |      |      |
| EE¹                                                                                    | --   | 1    | 3    | 2    |      |      |      |      |      |      |      |
| CDS / UCD                                                                              | 14   | --   | 3    |      |      |      |      |      |      |      |      |
| Independents                                                                           | 10   |      |      |      |      |      |      |      |      |      |      |
| Total                                                                                  | 57   | 51   | 51   | 51   | 51   | 51   | 51   | 51   | 51   | 51   | 51   |
| ¹ El 1993 EE s'integrà en el PSE-PSOE. # Les seves candidatures foren il·legalitzades. |      |      |      |      |      |      |      |      |      |      |      |

### Composició actual
A partir de les Eleccions Forals de 2019 la composició actual de les Juntes Generals d'Àlaba passà a ser la següent:
| Resultats         |                                          |                             |                                     |             |       |
| Candidatura       | Quadrilla de Vitòria Gasteizko Kuadrilla | Tierras Esparsas Lur Jareak | Quadrilla d'Aiara Aiarako Kuadrilla | Total       | Total |
| Candidatura       | Procuradors                              | Procuradors                 | Procuradors                         | Procuradors | +/-   |
| EAJ-PNV           | 11                                       | 3                           | 3                                   | 17          | 4     |
| EH Bildu          | 8                                        | 2                           | 2                                   | 12          | 1     |
| PSE-EE            | 9                                        | 1                           | 0                                   | 10          | 5     |
| PP                | 7                                        | 1                           | 0                                   | 8           | 4     |
| Podemos-Ahal Dugu | 4                                        | 0                           | 0                                   | 4           | 4     |
| Irabazi Araba     | 0                                        | 0                           | 0                                   | 0           | 1     |
| C's               | 0                                        | 0                           | 0                                   | 0           | 1     |

Circumscripcions
L'elecció dels junteros es realitza sobre la base de 3 circumscripcions electorals basades en les quadrilles o comarques alabeses:
1. Quadrilla de Vitòria (38 procuradors), integrada pel municipi de Vitoria-Gasteiz.
2. Quadrilla d'Aiara (6 procuradors) integrada pels municipis d'Amurrio, Artziniega, Aiara, Laudio i Okondo.
3. Terres Esparses, que agrupa les 5 quadrilles restants (7 procuradors). Està integrada pels municipis de Dulantzi, Aramaio, Armiñon, Arrazua-Ubarrundia, Asparrena, Mañueta, Barrundia, Berantevilla, Bernedo, Kanpezu, Zigoitia, Kripan, Kuartango, Elburgo, Eltziego, Elvillar, Iruña Oka, Iruraitz-Gauna, Labastida, Lagran, Laguardia, Lantziego, Lantaron, Lapuebla Labarka, Legutiano, Leza, Arraia-Maeztu, Moreda Araba, Navaridas, Oion, Urizaharra, Erriberagoitia, Erriberabeitia, Añana, Agurain, Samaniego, Donemiliaga, Urkabustaiz, Valdegovía, Harana, Villabuena de Álava, Ekora, Zalduondo i Zuia.

Aquesta divisió es remunta a 1987, ja que amb anterioritat existien 7 circumscripcions electorals que es corresponien a les 7 quadrilles. Les circumscripcions anteriors a 1987 asseguraven la representativitat de totes les comarques alabeses, però prevalien el vot rural en detriment del vot de la capital, Vitòria. Per optar al repartiment d'escons en una circumscripció, cada candidatura ha d'obtenir almenys el 3% dels vots vàlids emesos en aquesta circumscripció.

## Presidents de les Juntes Generals
| Legislatura       | President                                                         | Partit |
| ----------------- | ----------------------------------------------------------------- | ------ |
| I. (1979-1983)    | Patxi Ormazabal Zamakona (1980)                                   | EAJ    |
| II. (1983-1987)   | Patxi Ormazabal Zamakona (fins 1986)                              | EAJ    |
|                   | Juan José Ibarretxe Markuartu (1986)                              | EAJ    |
| III. (1987-1991)  | Juan José Ibarretxe Markuartu                                     | EAJ    |
| IV. (1991-1995)   | Juan Pastor Alvarez                                               | PSE    |
| V. (1995-1999)    | Jose Manuel Lopez de Juan-Abad Fernandez de Labastida (fins 1999) | EAJ    |
|                   | Mikel Martinez Martinez de Lizardui (1999)                        | EAJ    |
| VI. (1999-2003)   | Xesqui Castañer López                                             | PSE-EE |
| VII. (2003-2007)  | Maria Teresa Rodriguez Barahona                                   | PSE-EE |
| VIII. (2007-2011) | Juan Antonio Zárate Pérez de Arriluzea                            | PP     |
| IX. (2011-2015)   | Juan Antonio Zárate Pérez de Arriluzea                            | PP     |
| X. (2015-2019)    | Pedro Elosegi González de Gamarra                                 | EAJ    |
| XI. (2015-)       | Pedro Elosegi González de Gamarra                                 | EAJ    |